# Ястребиное гнездо (фильм)
«Ястребиное гнездо» — немой художественный фильм 1916 года Чеслава Сабинского по мотивам одноимённого романа А. Пазухина, наиболее интересная постановка ателье И. Н. Ермольева по мнению критиков. Премьера состоялась 28 апреля (1-я серия из 4-х частей) и 5 июля (2-я серия из 4-х частей) 1916 года.
Фильм долгое время считался утраченным, пока неполная копия не была обнаружена в Американском киноинституте киноискусства, откуда в 1989 году была передана в Госфильмофонд. Сохранились 2 части фильма из первой серии.

## Сюжет
Неподалёку от деревни под названием «Ястребиное гнездо» расположено имение помещика Осоргина, который, не имея от него доходов, в компании с барышником Твороговым вынужден заниматься «тёмными делами», о нём в округе распространяется дурная слава. Крестьян деревни называют «ястребятами», а Осоргина — главным «ястребом».
В доме живёт Глаша — фаворитка Осоргина из крестьянских девушек, оказывающая на него сильное влияние. Хитрая и лукавая, она кокетничает с влюблённым в неё Твороговым и смеётся над ним, а сама тем временем в тайне от всех бегает в соседнее имение к своему любовнику князю Гороховцеву.
Осоргин был встревожен извещением о приезде дочери, понимая, что «чистой» девушке не место в его доме… Лариса жила в городе, но была близка с отцом и в восторге от красоты природы. Отец был привязан к Ларисе и баловал её… Глаше был неприятен приезд наследницы и молодой хозяйки, она тщетно старалась всячески поссорить Ларису с отцом и заставить её отказаться от хозяйства.

Заметив непонятную вражду Глаши, Лариса не вмешивалась в хозяйство и по целым дням наслаждалась природой… Однажды, уйдя далеко от усадьбы, Лариса встречается в лесу с князем… Знакомятся. Между молодыми людьми зарождаются хорошие отношения… Лариса приглашает князя к себе, но старая семейная вражда отца князя с Осоргиным была причиной его отказа от приглашения… Лариса была огорчена, но продолжала встречаться с князем… В одну из встреч около пруда незаметно появилась Глаша, для которой знакомство князя с Ларисой было неожиданностью. Находясь с князем в близких отношениях, Глаша увидела в Ларисе соперницу и сейчас же донесла Осоргину… Отец был страшно возмущён; не желая знакомства дочери с сыном своего злейшего врага, приказывает дочери уезжать из имения… Ларисе было тяжело убить в себе зародившееся чувство, но она не хотела ослушаться отца. Несчастный случай с отцом помешал отъезду Ларисы, которая целыми днями просиживала у постели больного… Нежная забота дочери трогает старика, и он сильно привязывается к дочери… Влюблённый князь решается приехать к Осоргину с визитом и приезжает в ту минуту, когда старик чувствует себя особенно плохо… Неожиданный приезд князя всех встревожил. Глаша боялась близости князя к Ларисе, и в тот момент, когда Осоргин под влиянием просьбы дочери примиряется с князем, Глаша признаётся Осоргину в измене с князем… Осоргин гонит Глашу и князя из дома. Лариса удручена неожиданным открытием…— «Кине-журнал», 1916, № 13—14, стр. 22—23

## Критика
Киновед В. Вишневский назвал фильм «драмой из русской помещичьей жизни».
Историк кино и кинокритик Н. Иезуитов отметил реалистичность игры актёров (противопоставив игру Лысенко игре Веры Каралли) и «особые качества драматургии и режиссуры <…> в фильме найдено сочетание собственно кинематографических средств повествования (изображения природы — реки, берёзовой рощи; старой усадьбы) с непринуждённым поведением актёров». В числе недостатков критик указал «ряд театрально сделанных сцен» и «кричащие истерические надписи („Зеленоглазое чудовище — ревность“)».

Хотя Пазухин известен главным образом как писатель романов криминального типа, однако в первой серии «Ястребиного гнезда» мы не нашли ни одного из специфических признаков, свойственных бульварно-криминальным романам. Мы были приятно удивлены, увидев на экране интересную бытовую драму, в которой ни одно положение не выходит за пределы хорошего литературного вкуса. История молодой девушки, вынужденной в родном доме вести борьбу за своё положение и самостоятельность с любовницей отца, хитрой и властной женщиной, способна заинтересовать зрителя новизной положений, ещё не использованных в кинематографии, и теми правдивыми бытовыми тонами, в которых поставлена и разыграна вся пьеса.— «Проектор», 1916, № 13—14. — С. 7

Картина… не лишена настроения, жизненности, но в то же время страдает от пристрастия режиссёра к дешёвым эффектам, к лубку, что значительно ослабляет впечатление от картины. У кинематографических режиссёров есть несомненная страсть к поджогам. Это их общая болезнь. Сцену поджога деревни г. Сабинский разыграл особенно старательно и в деталях. У кучера-поджигателя совершенно неожиданно оказалась роль. На экране забегали фигуры крестьян: погоня за поджигателем. Получилось скверное кинематографическое зрелище. Бутафорской и неправдоподобной выглядела панорама пожара — в окне. Столбы пламени — их было ограниченное число, всего три — характерны вовсе не для пожара деревни, а разве для горящих нефтяных фонтанов. Не чувствовалось и перспективы, было видно, что пожар происходит за декорацией. Трудно помириться в постановке «Ястребиного гнезда» с безграмотностями, допущенными режиссёром. Сцена допроса у следователя положительно комична. Актёр, игравший следователя, представления не имеет о том, как должен вести себя следователь, но и вообще как держатся серьёзные, деловые люди. Очная ставка, мало, впрочем, напоминающая по процессу очную ставку, производит впечатление наивного замысла и театральной фантазии. К ошибке вкуса режиссёра необходимо отнести украшение помещичьего кабинета двумя большими бюстами. Это для старого среднего помещичьего дома совсем нехарактерно. Из исполнителей впечатление оставляет только г-жа Лисенко. Г-жа Карабанова не даёт сильной игры. Нехарактерно для помещика-«ястреба» лицо г-на Панова. Бледной и неинтересной копией г-на Мозжухина явился г. Римский; он был плохим князем уже потому, что чрезвычайно плохо носил княжеское платье. Сценарий не отличается большими достоинствами. Появления мрачного лошадиного барышника всегда неожиданны и необоснованны. Плохо охарактеризована ястребиная натура помещика. Надписи высокопарны, характерная речь лишена стиля. Украшают картину хорошие деревенские пейзажи.— «Пегас», 1916, № 3. — С. 88